# 早安咖啡
「早安咖啡」（日语：モーニングコーヒー）是日本的女子偶像組合「早安少女組。」的第1张单曲，於1998年1月28日由UP-FRONT WORKS发售。

## 概要
- 「早安咖啡」是早安少女組。正式出道的第一張單曲。
- 此單曲有2個版本，分別有「8cm盤」和「12cm盤」。
- 此單曲收錄了獨立製作單曲「愛之種」，而「12cm盤」另收錄了「早安咖啡（Unreleased “B♭” Version）」
- 在2月9日於公信榜單曲週排行榜取得第6位。

## 收錄内容

### CD

#### 8cm盤
1. 早安咖啡
（作詞・作曲：淳君　編曲：桜井鉄太郎）
2. 愛之種（愛の種）
（作詞：サエキけんぞう　作曲・編曲：桜井鉄太郎）
3. 早安咖啡 (Instrumental)

#### 12cm盤
1. 早安咖啡
2. 愛之種
3. 早安咖啡 (Instrumental)
4. 早安咖啡 (Unreleased “B♭” Version)